# Tetragoneuria spinigera
Tetragoneuria spinigera är en trollsländeart som först beskrevs av Selys 1871.  Tetragoneuria spinigera ingår i släktet Tetragoneuria och familjen skimmertrollsländor. Inga underarter finns listade i Catalogue of Life.